# Apanteles anodaphus
Apanteles anodaphus är en stekelart som beskrevs av Nixon 1965. Apanteles anodaphus ingår i släktet Apanteles och familjen bracksteklar. Inga underarter finns listade i Catalogue of Life.